# Enric Duran

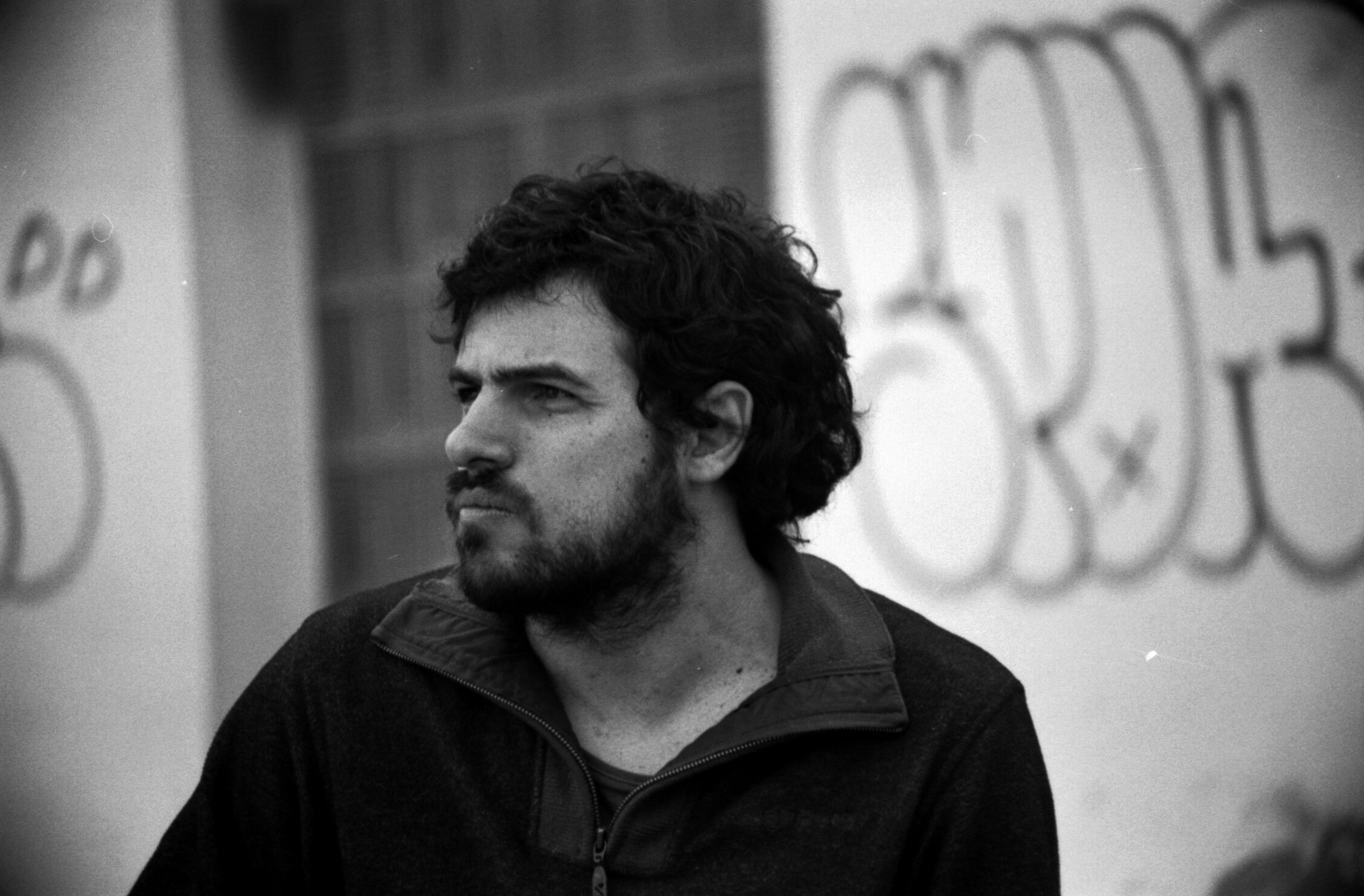
Enric Duran Giralt, antikapitalistischer Aktivist

Enric Duran i Giralt (* 23. April 1976 in Vilanova i la Geltrú) – auch bekannt unter dem Namen „Robin Banks“ oder „Robin Hood der Banken“ – ist ein antikapitalistischer Aktivist aus Katalonien und einer der Mitbegründer der Cooperativa Integral Catalana (CIC), der Internet-Kooperative FairCoop und der alternativen Kryptowährung FairCoin.

## Bekanntheit
Am 17. September 2008 wurde er durch die öffentliche Bekanntmachung berühmt, mehrere Hunderttausend Euro von 39 spanischen Banken durch nicht zurückgezahlte Kredite „gestohlen“ und an verschiedene postkapitalistische, soziale Bewegungen vergeben zu haben.
In der freien Zeitung Crisi, die in einer Auflage von 200.000 Stück überall in Katalonien verteilt wurde und in einem persönlichen youtube-Video erklärt Duran die Hintergründe seines zivilen Ungehorsams und, dass er deswegen im Ausland untertauchen musste:
„Ich habe 492.000 Euro von jenen geraubt, die uns am meisten bestehlen.“ (übersetzt)
Im März 2009 folgte die Ankündigung einer weiteren Zeitung mit dem Titel Podem (Katalanisch für Wir können), die in einer Auflage von 350.000 Exemplaren gedruckt und in ganz Spanien sowohl auf Katalanisch als auch auf Spanisch verteilt wurde. Darin werden Strategien und Wege, post-kapitalistische Gesellschaften aufzubauen, beschrieben und zur Debatte gestellt.

### Gründe für sein Handeln
Duran beabsichtigte mit seiner Aktion eine breite öffentliche Debatte über das aktuelle Finanzsystem und den Kapitalismus als vorherrschende Wirtschafts- und Sozialordnung zu lancieren und die Menschen darin zu ermutigen, sich dagegen aufzulehnen. Mit der Vergabe der „befreiten“ finanziellen Mittel an alternative, wirtschaftliche Modelle und Projekte sollte der wirtschaftliche Wandel weiter vorangetrieben werden. Ziviler Ungehorsam ist für Duran ein notwendiges Instrument, um gesellschaftlichen und politischen Missständen entgegenzuwirken und er würde eher ins Gefängnis gehen als seine Überzeugung aufzugeben.

### Reaktionen der Behörden
Tatsächlich wurde Duran 2009 kurz nach dem Erscheinen seiner zweiten Zeitung Podem von der spanischen Polizei verhaftet und musste zwei Monate im Gefängnis verbringen. Nur dank anonymer Zahlung der Kaution in Höhe von 50.000 Euro durfte er das Gefängnis nach dieser Zeit wieder verlassen, um seine Gerichtsverhandlung abzuwarten. Es drohtem ihm bis zu acht Jahre Haft. Bei Prozessbeginn im Februar 2013 hatte er Spanien jedoch bereits verlassen, um im Exil weiter an seinen Visionen zu arbeiten und auch in anderen Ländern kapitalismuskritische und antikapitalistische Bewegungen zu unterstützen.
Unter dem Hashtag #ReturnWithFreedom wurde 2015 eine Kampagne gestartet, um Enric Duran in Zukunft die Rückkehr nach Katalonien zu ermöglichen.

## FairCoin
Zusammen mit anderen Autoren verfasste Enric Duran ein White Paper zur Funktionsweise der alternativen Kryptowährung FairCoin (FAIR). Das Ziel von FairCoin ist es, eine Zahlungsmethode zu entwickeln, die stabil, global und nachhaltig ist. Wichtige Werte des FairCoin-Systems sind Kooperation, Ethik, Solidarität und Transparenz. Der Wert von 1 FAIR lag am 16. Oktober 2018 bei 1,20 €.
Wie andere Kryptowährungen (z. B. Bitcoin) basiert FairCoin auf der Blockchain-Technologie. Mining ist jedoch im Unterschied zu anderen Kryptowährungen nicht möglich. Stattdessen erzeugen ungefähr 20 sogenannte „Collaboratively Validated Nodes“ (CVNs) Blocks und sichern das Netzwerk. Ihr Energieverbrauch ist gering, da sie geringe infrastrukturelle Anforderungen haben (Raspberry3). Der dahinter stehende Algorithmus, Proof of Cooperation (PoC), wurde speziell für FairCoin entwickelt und ermöglicht ein auf Kooperation statt Wettbewerb basierendes System. Mit der Einführung dieses Algorithmus am 18. Juli 2017 wurde das Transaktionsvolumen bei 53.193.831 FAIR eingefroren und Mining verunmöglicht, da mittels FairCoin echte Waren und Dienstleistungen ausgetauscht werden.

## Dokumentarfilm
- 2022: Robin Bank, Deutschland / Spanien, Regie: Anna Giralt Gris[15]